# بروميليا عالية
بروميليا عالية (الاسم العلمي: Bromelia alta) هو نوع نباتي يتبع جنس البروميليا من فصيلة البروميلية.